# 해적: 바다로 간 산적
《해적: 바다로 간 산적》은 하리마오 픽쳐스에서 제작하고 롯데엔터테인먼트에서 배급을 맡은 대한민국의 액션, 모험 영화이다. 2014년 8월 6일 개봉되었으며, 이석훈이 감독을, 천성일이 각본을 맡았다. 김남길, 손예진, 유해진, 이경영, 김태우, 박철민, 신정근, 이이경 등이 출연한다.
본디 고려의 무사였으나 산적이된 허당 산적 대장 장사정(김남길)무리와 카리스마 해적 여월(손예진)무리,흑묘(설리)가 만나며 고래 배속에 들어간 조선의 국새를 찾는 이야기이다.
2022년 속편 《해적: 도깨비 깃발》이 개봉하였다.

## 줄거리
조선 건국을 앞둔 혼란스러운 시기, 명나라 황제의 국새가 중국에서 조선으로 오는 길에 고래에게 삼켜지는 사건이 발생한다. 국새를 되찾는 자에게 큰 포상이 걸리자, 산적 두목 장사정은 바다로 나가 고래를 추적하기 시작한다. 하지만 그는 곧 여자 해적 두목 여월과 맞닥뜨리게 되고, 예상치 못한 모험과 갈등이 펼쳐진다. 산적과 해적, 서로 다른 목적을 가진 이들이 국새를 찾기 위한 여정에서 겪는 액션과 유머, 그리고 역사가 혼합된 흥미진진한 이야기가 전개된다.

## 캐스팅
- 김남길 - 장사정 역. 이 영화의 남자 주인공. 산적단 우두머리이다.[1][2]
- 손예진 - 여월 역. 이 영화의 여자 주인공. 해적단 두목이다.[3][4][5]
- 유해진 - 철봉 역. 이 영화의 신 스틸러. 산적단
- 이경영 - 소마 역. 이 영화의 메인 빌런이자 최종 보스 1. 여월의 반란으로 해적단을 뺏긴 전임 대단주. 해적단을 되찾기 위해 복수를 꿈꾸는 인물이며, 백발의 장발에 얼굴 절반을 뒤덮은 문신까지 시각적 이미지가 강렬한 인물이다.[6][7]
- 김태우 - 모흥갑 역. 이 영화의 또다른 메인 빌런이자 최종 보스 2. 개국세력
- 박철민 - 스님 역. 조선 건국 이후 산으로 들어가 장사정과 뜻을 같이 하는 스님. 산만, 철봉과 함께 웃음을 담당하는 캐릭터이다.[7]
- 신정근 - 용갑 역. 여월해적단
- 설리 - 흑묘 역. 여월해적단
- 조달환 - 산만이 역. 산적단
- 이이경 - 참복 역. 여월해적단
- 오달수 - 한상질 역. 개국세력
- 이대연 - 이성계 역. 개국세력
- 정성화 - 박모 역
- 안내상 - 정도전 역. 개국세력
- 김원해 - 춘섭 역. 산적단
- 김경식 - 부두목 역
- 전배수 - 백선기 역
- 박해수 - 황중근 역
- 김이안 - 백치 역
- 이석 - 웅석 역
- 장대윤 - 야부리 역
- 김한준 - 가리비 역
- 김강일 - 상선 행수 역
- 서왕석 - 박모 덩치 역
- 이주현 - 정성군 역
- 김경태 - 산적단 역
- 이제관 - 산적단 역
- 이대광 - 여월파 역
- 이규호 - 물곰 역
- 김윤찬 - 쌍가마 역
- 손광업 - 주원장 역
- 노치만 - 놋쇠 역
- 현봉식 - 쌍수 역
- 이도연 - 어린 여월 역
- 신정윤 - 돌쇠 역
- 김한종 - 점박이 역
- 곽진무 - 무대포 역
- 홍인 - 삐딱이 역
- 박원호 - 호야 역

## 제작
주인공 손예진과 김남길은 2013년 초부터 드라마 《상어》와 함께 출연 제의를 받았다. 2013년 7월 2일 롯데엔터테인먼트는 손예진과 김남길의 출연이 확정되었으며, 각각 해적과 산적 역을 맡는다고 발표했다. 7월 10일에는 유해진이 철봉 역으로 출연 제의를 받아 "현재 최종 조율 중이다. 긍정적으로 작품을 검토중에 있다"고 전했다. 8월 2일 고사와 함께 이경영이 합류한다고 발표했다. 같은 달 13일 설리와 또 다른 걸그룹 멤버가 마지막까지 후보에 올라있었고, 결국 설리가 해적단 흑묘 역으로 출연한다고 발표했다.
2013년 7월 30일 김남길과 손예진이 주연을 맡았던 《상어》가 종영되고 짧은 휴식 이후 바로 촬영 준비에 들어갔다. 9월 23일 조달환의 소속사 측은 영화 촬영에 집중하기 위해 예능 프로그램 《우리동네 예체능》에서 하차한다고 발표했다.
2013년 8월 15일 전라남도 장흥군 천관산에서 크랭크인했다. 이 날 산적 우두머리 장사정이 조선의 옥새를 꺼내오면 출세 할 수 있다는 소식을 접하면서 해적으로 전향할 것을 결심, 수하들과 급히 바다로 향하는 장면을 촬영했다. 2014년 1월 9일 경기도 양주시에서 진행된 섬에 고립된 두 주인공인 장사정과 여월이 잃어버린 해적선을 찾는 장면을 끝으로 5개월 동안의 촬영이 끝났다.

## 수상 경력
- 2014년 제51회 대종상 여우주연상 (손예진)
- 2014년 제51회 대종상 남우조연상 (유해진)
- 2014년 제15회 부산영화평론가협회상 남우주연상 (이경영)
- 2014년 제35회 청룡영화상 기술상 (강종익)
- 2015년 제51회 백상예술대상 영화부문 남자 조연상 (유해진)

## 캐릭터 정보
| 해적 시리즈 주인공   | 해적 시리즈 주인공 |
| 해적: 바다로 간 산적 | 해적: 도깨비 깃발  |
| -------------------- | ------------------ |
| 장사정, 여월         | 우무치, 해랑       |

| 해적 시리즈 주인공의 조력자       | 해적 시리즈 주인공의 조력자 |
| 해적: 바다로 간 산적              | 해적: 도깨비 깃발           |
| --------------------------------- | --------------------------- |
| 철봉, 스님, 춘섭 용갑, 흑묘, 참복 | 막이, 강섭, 아귀 해금, 한궁 |

| 해적 시리즈 최종 보스 | 해적 시리즈 최종 보스 |
| 해적: 바다로 간 산적  | 해적: 도깨비 깃발     |
| --------------------- | --------------------- |
| 소마, 모흥갑          | 부흥수                |

| 해적 시리즈 중간 보스 | 해적 시리즈 중간 보스 |
| 해적: 바다로 간 산적  | 해적: 도깨비 깃발     |
| --------------------- | --------------------- |
| ?                     | 망초, 앵두            |